# فیبر نوری تک مد
1. قطر هسته ۸–۹ μm
2. قطر پوشش ۱۲۵ μm
3. قطر میان‌گیر (بافر) ۲۵۰ μm
4. قطر غلاف ۹۰۰ μm

ساختار یک فیبر معمولی تک‌مُد.

در مخابرات فیبرنوری، یک فیبر نوری تک‌مُد (SMF) (به انگلیسی: single-mode optical fiber)، همچنین به عنوان مُد بنیادی یا مونو-مُد شناخته می‌شود، یک فیبر نوری است که برای حمل تنها یک مُد نور (مُد عرضی) طراحی شده است. مُدها جواب‌های ممکن معادله هلمهولتز برای امواج هستند که از ترکیب معادلات ماکسول و شرایط مرزی به دست می‌آیند. این مُدها نحوه حرکت موج در فضا را مشخص می‌کنند، یعنی نحوه توزیع موج در فضا. امواج می‌توانند مُد یکسانی داشته باشند اما فرکانس‌های متفاوتی داشته باشند. این مورد در فیبرهای تک‌مُد است، جایی که می‌توانیم امواجی با فرکانس‌های مختلف داشته باشیم، اما با مُد یکسان، به این معنی که آنها به یک شکل در فضا توزیع می‌شوند و این به ما یک پرتو نور می‌دهد. اگرچه پرتو به موازات طول فیبر حرکت می‌کند، اما اغلب به آن مُد عرضی می‌گویند زیرا نوسانات الکترومغناطیسی آن عمود بر طول فیبر (عرضی) رخ می‌دهد. جایزه نوبل فیزیک در سال ۲۰۰۹ به چارلز کی کائو برای کار نظری او بر روی فیبر نوری تک‌مُد اهدا شد. استانداردهای جیی.۶۵۲ و جیی.۶۵۷ پرکاربردترین اشکال فیبر نوری تک‌مُد را تعریف می‌کنند.

## تاریخچه
در سال ۱۹۶۱، الیاس اسنیتزر در حالی که در امریکن اپتیکال کار می‌کرد، شرح نظری جامعی از فیبرهای تک‌مُد را در مجله انجمن نوری آمریکا منتشر کرد.
در کارخانه شیشه کورنینگ (اکنون شرکت کورینگ)، رابرت مورر، دونالد کِک و پیتر شولتز با سیلیس ذوب شده شروع کردند، ماده ای که می‌تواند بسیار خالص ساخته شود، اما نقطه ذوب بالا و ضریب شکست پایینی دارد. آنها با لایه‌نشانی کردن مواد خالص شده از فاز بخار، پیش‌ساخته‌های استوانه‌ای شکل ساختند و سطوح آلاینده را با دقت کنترل شده اضافه کردند تا ضریب شکست هسته کمی بالاتر از پوشش باشد، بدون اینکه تضعیف به‌طور زیاد افزایش یابد. در سپتامبر ۱۹۷۰، آنها اعلام کردند که فیبرهای تک‌مُد با تضعیف زیر ۲۰ دسی‌بل در کیلومتر (dB/km) در خط ۶۳۳ نانومتری هلیوم-نئون ساخته‌اند.

## خصوصیات
برخلاف فیبر نوری چندمُد، فیبر تک‌مُد پَراکُنش مودی را نشان نمی‌دهد. این به دلیل داشتن سطح مقطع کوچک فیبر است که فقط مُد اول حمل می‌شود؛ بنابراین فیبرهای تک‌مُد در حفظ وفاداری هر پالس نور در فواصل طولانی‌تر از فیبرهای چندمُد بهتر هستند. به این دلایل، فیبرهای تک‌مُد می‌توانند پهنای‌باند بالاتری نسبت به فیبرهای چندمُد داشته باشند. تجهیزات فیبر تک‌مُد گرانتر از تجهیزات فیبر نوری چندمُد است، اما فیبر تک‌مُد معمولاً به صورت عمده ارزانتر است.

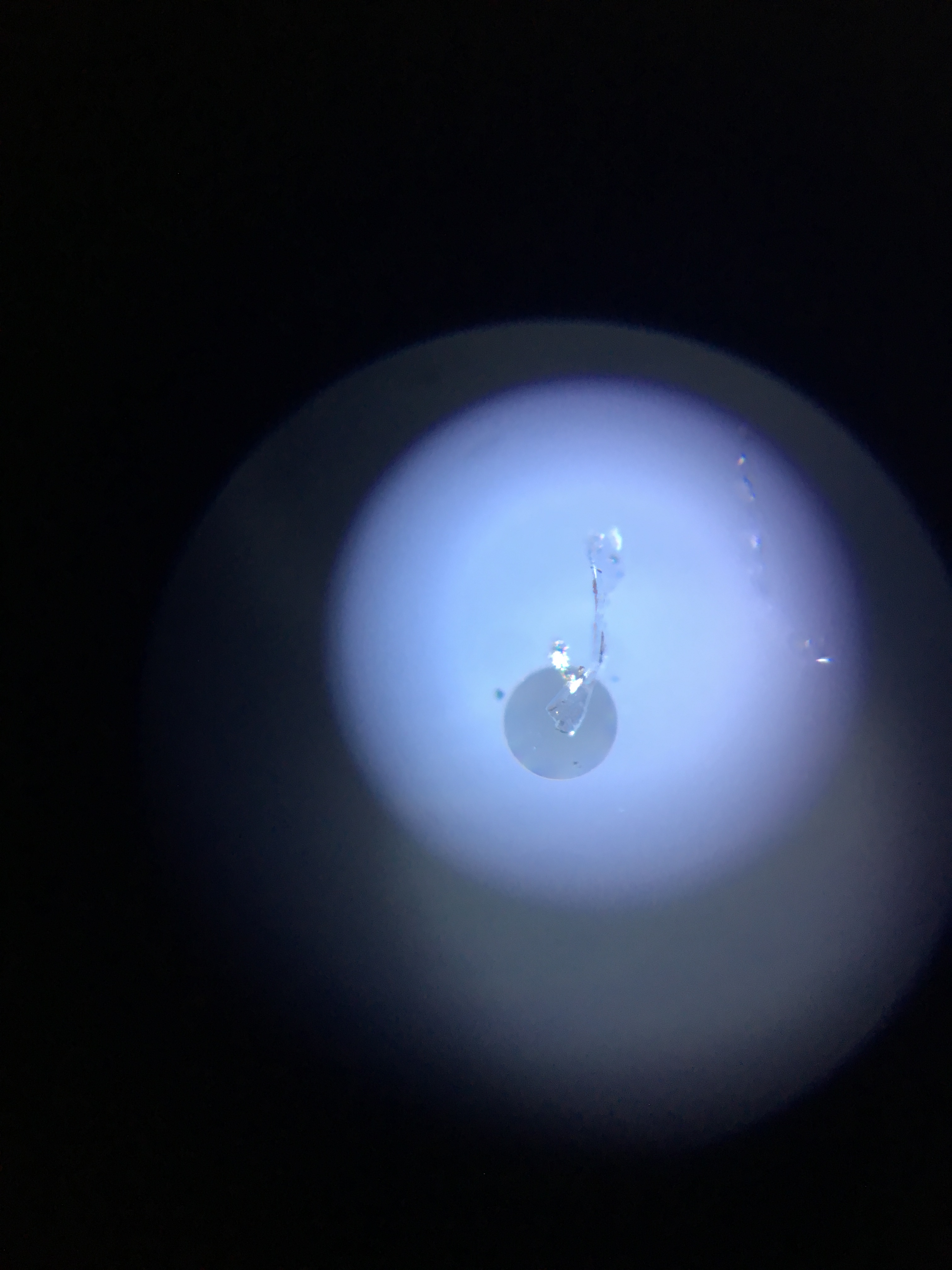
سطح مقطع انتهایی بسته فیبر نوری تک‌مُد که با فیبراِسکوپ گرفته شده است. دایره، 125 میکرومتر قطر پوشش است. آخال‌ها به صورت رگه‌ای در سطح‌مقطع قابل‌مشاهده هستند و به‌دلیل روشنایی می‌درخشند.

یک فیبر نوری تک‌مُد معمولی دارای قطر هسته بین ۸ تا ۱۰٫۵ میکرومتر و قطر پوشش ۱۲۵ میکرومتر است. تعدادی از انواع خاصی از فیبر نوری تک‌مُد وجود دارد که از نظر شیمیایی یا فیزیکی تغییر داده شده‌اند تا خواص ویژه ای به دست آورند، مانند فیبر با پاشش‌جابجاشده و فیبر با پاشش جابجاشده ناصفر. نرخ داده‌ها توسط پاشش مُد قطبش و پاشش رنگی محدود می‌شود. تا تاریخ ۲۰۰۵، سرعت داده تا ۱۰ گیگابیت بر ثانیه در فواصل بیش از ۸۰ کیلومتر (۵۰ مایل) با فرستنده و گیرنده‌های تجاری موجود (زینپاک) امکان‌پذیر بود. با استفاده از تقویت‌کننده‌های نوری و دستگاه‌های جبران‌ساز-پَراکُنش، سامانه‌های نوری پیشرفته دی‌دَبلیودی‌اِم می‌توانند هزاران کیلومتر را با سرعت ۱۰ گیگابیت بر ثانیه و چندصد کیلومتر را با سرعت ۴۰ گیگابیت بر ثانیه طی کنند.
مُد کران‌های پایین‌ترین‌مرتبه برای طول‌موج مورد نظر با حل معادلات ماکسول برای شرایط مرزی اعمال شده توسط فیبر، که توسط قطر هسته و ضرایب شکست هسته و پوشش تعیین می‌شوند، مشخص می‌شود. حل معادلات ماکسول برای مُد کرانِ پایین‌ترین‌مرتبه اجازه یک جفت میدان قطبیدهٔ متعامد را در فیبر می‌دهد و این مُد معمول در فیبر ارتباطی است.
در راهنماهای شاخص پله‌ای، عملیات تک‌مُد زمانی اتفاق می‌افتد که فرکانس نرمال‌شده، V، کمتر یا مساوی ۲٫۴۰۵ باشد. برای پروفیل‌های توزیع توانی، عملکرد تک‌مُد برای فرکانس نرمال‌شده، V، کمتر از تقریباً {\displaystyle 2.405{\sqrt {\frac {g+2}{g}}}} رخ می‌دهد. که در آن g پارامتر نمایه است.
درعمل، قطبش‌های متعامد ممکن است با مُدهای تَبَهگِن (به انگلیسی: degenerate) همراه نباشند.
اواِس۱ و اواِس۲ فیبر نوری استاندارد تک‌مُد هستند که با طول‌موج ۱۳۱۰ نانومتر و ۱۵۵۰ نانومتر (اندازه ۹/۱۲۵ μm) با حداکثر تضعیف ۱ دسی‌بل بر کیلومتر (dB/km) (اواِس۱) و ۰٫۴ دسی‌بل بر کیلومتر (اواِس۲) استفاده می‌شوند. اواِس۱ در ایزو/آی‌ئی‌سی ۱۱۸۰۱، و اواِس۲ در ایزو/آی‌ئی‌سی ۲۴۷۰۲ تعریف شده است.

## اتصال‌دهنده‌ها
کانکتورهای فیبر نوری برای اتصال فیبرهای نوری در مواردی که به قابلیت اتصال/قطع نیاز است استفاده می‌شود. واحد کانکتور پایه یک مجموعه اتصال‌دهنده است. یک مجموعه کانکتور از یک مبدل و دو شاخهٔ کانکتور تشکیل شده است. با توجه به روش‌های پیچیده برّاقسازی و تنظیم که ممکن است در ساخت کانکتورهای نوری گنجانده شود، کانکتورها معمولاً بر روی فیبر نوری در تأسیسات تولید یک تأمین کننده مونتاژ می‌شوند. با این حال، عملیات مونتاژ و برّاقسازی را می‌توان در میدان انجام داد، به عنوان مثال برای ساخت جامپرهای اتصال-متقابل به اندازه.
کانکتورهای فیبر نوری در دفاتر مرکزی شرکت تلفن، در تأسیسات در محل مشتری و در کاربردهای خارج از کارخانه استفاده می‌شود. موارد استفاده آنها عبارتند از:
- برقراری ارتباط بین تجهیزات و تأسیسات تلفن (به انگلیسی: telephone plant) در دفتر مرکزی
- اتصال دادن فیبرها به تجهیزات الکترونیکی تأسیساتی از راه دور و خارج مانند واحدهای شبکه نوری (ONU) و سامانه‌های حامل حلقه دیجیتال (DLC) (به انگلیسی: digital loop carrier)
- اتصال متقابل نوری در دفتر مرکزی
- وصله پنل‌ها در تأسیسات بیرونی برای ارائه انعطاف‌پذیری معماری و اتصال فیبرهای متعلق به ارائه دهندگان خدمات مختلف
- اتصال کوپلرها، اسپلیترها و مالتی‌پلکسرهای تقسیم طول موج (WDM) به فیبرهای نوری
- اتصال تجهیزات آزمایش نوری به فیبرها برای آزمایش و نگهداری.

## سوئیچ‌های فیبر نوری
سوئیچ نوری قطعه‌ای با دو یا چند پایانه است که به‌طور انتخابی سیگنال نوری را در یک رسانه انتقال ارسال، تغییر مسیر یا مسدود می‌کند. با توجه به تِلِکوردیا GR-1073، یک سوئیچ نوری باید برای انتخاب یا تغییر بین مُدها راه‌اندازی شود. سیگنال راه‌اندازی (که به آن سیگنال کنترل نیز گفته می‌شود) معمولاً الکتریکی است، اما در اصل می‌تواند نوری یا مکانیکی باشد. (فرمت سیگنال کنترل ممکن است بولی باشد و ممکن است یک سیگنال مستقل باشد؛ یا در مورد راه‌اندازی نوری، سیگنال کنترل ممکن است در سیگنال داده ورودی کدگذاری شود. عملکرد سوئیچ معمولاً مستقل از طول‌موج در باندگذر مؤلفه است)

## فیبر با پوشش چهارگانه
در فیبر نوری، فیبر با پوشش چهارگانه یک فیبر نوری تک‌مُد است که دارای چهار پوشش است. هر پوشش دارای ضریب شکست کمتر از هسته است. نسبت به یکدیگر، ضریب شکست نسبی آنها به ترتیب فاصله از هسته: پایین‌ترین، بالاترین، پایین‌تر، بالاتر است.
یک فیبر با پوشش چهارگانه مزیت تلفات ماکروخَمش (به انگلیسی: macrobending) بسیار کم را دارد. همچنین دارای دو نقطه پاشش-صفر و پاشش نسبتاً کم در محدوده طول‌موج گسترده‌تری نسبت به فیبرهای تکی یا فیبر با پوشش دوگانه است.

## مزایا
- عدم تبهگنی سیگنال
- پاشش کم
- مناسب برای ارتباطات راه دور

## معایب
- ساخت و جابجایی دشوارتر
- قیمت بالاتر
- تزویج‌سازی (کوپلینگ) دشوار نور به فیبر

### رونگاشت‌ها
1. ↑  Single-mode fibre, retrieved 2021-11-26, Single-mode fibre (also referred to as fundamental or mono-mode fibre)...
2. ↑  Nobel Prize Citation http://www.nobelprize.org/nobel_prizes/physics/laureates/2009/kao-facts.html
3. ↑  FS.COM (2015-12-29). "What Is G.652 Fiber? G.652 vs G.652.D, G.652 vs G.655". Blog (به انگلیسی). Archived from the original on 2019-11-13. Retrieved 2019-11-13.
4. ↑  "Elias Snitzer | In Memoriam | The Optical Society".
5. ↑  Souci, Tiffany San. "History of Optical Fiber". www.m2optics.com.
6. ↑  "Fiber Optic History | Jeff Hecht". www.jeffhecht.com.
7. ↑  ARC Electronics (2007-10-01). "Fiber Optic Cable Tutorial". Archived from the original on 2018-10-23. Retrieved 2007-07-25.
8. ↑  "Dense Wavelength Division Multiplexing - an overview | ScienceDirect Topics". www.sciencedirect.com. Retrieved 2022-09-16.
9. ↑  "ISO/IEC 11801:2002". ISO.
10. ↑  "ISO/IEC 24702:2006". ISO.
11. ↑  GR-1073-CORE, Generic Requirements for Single-mode Fiber Optic Switches, Telcordia.
12. ↑  
 این مقاله حاوی محتوای تحت مالکیت عمومی از سند «Federal Standard 1037C». General Services Administration است.